# Paul D. Zimmerman
Paul D. Zimmerman (* 3. Juli 1938 in New York City, New York; † 2. März 1993 in Princeton, New Jersey) war ein US-amerikanischer Drehbuchautor, Filmkritiker und politischer Aktivist.

## Biografie
Der in New York City geborene Paul D. Zimmerman war von 1967 bis 1975 für das US-amerikanische Nachrichtenmagazin Newsweek als Filmkritiker tätig. Darüber hinaus schrieb er Bücher wie das 1968 erschienene Werk Marx Brothers at the Movies und verfasste von 1974 bis 1977 Drehbücher für die US-amerikanische Kinderserie Sesamstraße (Sesame Street). Für die Fernsehserie kreierte er auch die Figur Herry Monster. Größere Bekanntheit erlangte er aber für sein Drehbuch zum Spielfilm The King of Comedy, bei dem Martin Scorsese Regie führte und in welchem Robert De Niro und Jerry Lewis die Hauptrollen spielten. 1984 erhielt Paul D. Zimmerman dafür den British Academy Film Award in der Kategorie Bestes Original-Drehbuch, der in diesem Jahr das erste Mal verliehen wurde.
Des Weiteren betätigte er sich politisch und war für fünf Jahre Präsident von einer der US-amerikanischen Nuclear Freeze – Bewegungen, die sich für das nukleare Abrüsten einsetzten. Obwohl Paul D. Zimmerman politisch progressiv dachte, war er ein republikanischer Delegierter der 1984 Republican National Convention. Dort war er der einzige Wahlberechtigte, der nicht für Ronald Reagan stimmte. Der Grund für seine Stimmenthaltung war die Aufmerksamkeit auf die Möglichkeiten des Weltfriedens und eines nuklearen Einfrierens zu lenken.
Paul D. Zimmerman war verheiratet und hatte zwei leibliche Kinder und einen Pflegesohn. Er verstarb am 2. März 1993 im Krankenhaus von Princeton, New Jersey. Die Ursache dafür war Darmkrebs, wie seine Frau Barbara der New York Times mitteilte.

## Filmografie
- 1974–1977: Sesamstraße (Sesame Street)
- 1979: Reise mit Anita (Viaggio con Anita)
- 1982: The King of Comedy
- 1988: Consuming Passions